# 波尔卡
波尔卡（Polka）是捷克的一种民间舞蹈音樂，源於19世紀中期的波希米亞。
以男女对舞为主；基本动作由两个踏步和一个跳踏步组成，其音乐特点是节奏快速、活泼，二拍子，在第二拍的后半拍上常稍作顿挫。19世纪中叶风行于全欧洲，后在歐美等地流行。
在古典音樂中，最為人熟悉的波尔卡應數老約翰·史特勞斯及其子輩們創作的。波尔卡的節拍是
拍子，跟瑞典的普斯卡節拍（三四拍）是不同的。
1850年代，維也納發展出三種次風格的波爾卡舞，分別是法國（française）波爾卡、快速（schnell）波爾卡，以及波爾卡-馬厝卡（polka-mazurka）。
標準的演奏樂器是手風琴、低音號（Tuba）及鋼琴。

## 著名作品
- 耶娃波尔卡：又称“甩葱歌”，一首當前廣為人知的波爾卡舞曲。因為虛擬偶像初音未來的獻聲而爆紅於網路。
- 塞基耶尔维波尔卡：亦稱"卡累利阿-芬蘭波爾卡"，是一首廣為流傳的芬蘭民間波爾卡舞曲